# Alex Hofmann (Politiker)
Alexander Hofmann (* 1879; † August 1959) war ein deutscher Unternehmer und im Jahr 1945 Bürgermeister von Detmold.

## Leben
Alex Hofmann war der Bruder von Willy Hofmann, der 1904 die Geschäftsleitung der Firma Gebr. Klingenberg in Detmold übernahm. Am 4. Juni 1909 starb Willy Hofmann im Alter von 39 Jahren und Alex Hofmann übernahm ab 1910 die Geschäftsführung.
Am 10. Februar 1959 erhielt Hofmann aus den Händen des Regierungspräsidenten Gustav Galle „für seinen unternehmerischen Weitblick sowie für seine soziale Einstellung“ das Bundesverdienstkreuz am Bande.
Für kurze Zeit war Hofmann auch Bürgermeister von Detmold. Am 4. April 1945 besetzten Soldaten der 30. US-Division kampflos Detmold, der NSDAP-Bürgermeister Hans Keller wurde abgesetzt. Der Fabrikant Hofmann besuchte am darauffolgenden Tag das Rathaus, um sich von Regierungsrat Petri Plakate mit der Aufschrift „Off Limits“ zu holen, da die Soldaten wiederholt die Abläufe in seiner Firma störten. Dort bedrängten ihn Nacke und Rechtsanwalt Schnitger, er solle sich aufgrund seiner Englischkenntnisse und seines Verhandlungsgeschicks als Bürgermeister aufstellen lassen. Zudem warnten sie davor, dass sonst möglicherweise ein Kommunist den Posten besetzen könnte. Nach einigem Zögern stimmte Hofmann zu, für drei Tage als Bürgermeister zu agieren. Er wurde dem US-Kommandeur vorgestellt, der ihn per Handschlag verpflichtete. Hofmanns oberste Aufgabe war nun, zumindest etwas Ordnung in das Nachkriegschaos zu bringen und die Trümmer des Krieges beseitigen zu lassen. Außerdem stellte er eine zivile Polizei auf. Dem englischen Kommandeur, Shepard, schlug Hofmann Heinrich Drake als Landespräsidenten vor. Da Alex Hofmann sich wieder voll seiner unternehmerischen Tätigkeit widmen wollte, traf er auch die Vorauswahl eines Nachfolgers in Person von Richard Moes, der dann von Heinrich Drake akzeptiert wurde. Am 15. Juni 1945 wurde Hofmann als Bürgermeister abgelöst.